# Пампасник
Пампа́сник (Embernagra) — рід горобцеподібних птахів родини саякових (Thraupidae). Представники цього роду мешкають в Південній Америці.

## Опис
Пампасники — птахи середнього розміру, довжина яких становить 20,5-23 см, а вага 45-47 г. Вони мають переважно оливкове забарвлення і оранжеві дзьоби. Пампасники живуть на відкритих рівнинах, зокрема в пампі.

## Таксономія і систематика
Рід Embernagra традиційно відносили до родини вівсянкових (Emberizidae), однак за результатами молекулярно-філогенетичних досліджень він, разом з низкою інших родів, був переведений до родини саякових (Thraupidae). Генетичні дослідження показали, що найближчими родичками пампасників є представники роду Трав'янець (Emberizoides) і Чорнощока вівсянка (Coryphaspiza). Ці три роди систематики відносять до підродини Emberizoidinae.

## Види
Виділяють два види:
- Пампасник великий (Embernagra platensis)
- Пампасник світлоголовий (Embernagra longicauda)

## Етимологія
Наукова назва роду Embernagra походить від сполучення наукових назв родів Вівсянка (Emberiza Linnaeus, 1758) і Танагра (Tangara Linnaeus, 1764).